# Aleja Luizy
Aleja Luizy (nid. Louizalaan; fr. Avenue Louise) – jedna z głównych arterii komunikacyjnych Brukseli. Prowadzi na południowy wschód od Placu Luizy do parku Bois de la Cambre i ma długość 2,7 kilometra. Nazwa pochodzi od księżniczki Luizy, najstarszej córki króla Leopolda II. 

## Historia
Aleja Luizy powstała w celu bezpośredniego połączenia miasta z Bois de la Cambre, do którego do połowy XIX wieku można było dotrzeć jedynie drogą okrężną. W 1841 dwóch właścicieli ziemskich zbudowało plac Charleroi (dzisiejszy plac Stefanii) oraz krótki początkowy odcinek drogi, przy której do 1850 postawiono 18 eleganckich domów.
Bruksela toczyła ponad dziesięcioletnią bezowocną batalię prawną z Ixelles o tereny, przez które miał prowadzić dalszy ciąg alei. W końcu akt prawny wydany 21 kwietnia 1864 oddał Brukseli wąskie pasmo terytorium Saint-Gilles i Ixelles po obu stronach planowanej drogi, w wyniku czego Ixelles została rozdzielona na dwie części. Aleja została szybko wybudowana i wkrótce pojawiły się przy niej liczne eleganckie kamienice, czyniąc ją najbardziej arystokratyczną promenadą Brukseli końca XIX i początku XX wieku. W 1900 zasadzono podwójny rząd kasztanowców, następnie zbudowano po lewej stronie tory tramwajowe, pozostawiając prawą stronę dla ruchu konnego. Środek drogi przeznaczono dla ruchu samochodowego. W 1930 pojawiły się przy alei pierwsze apartamentowce. Wraz ze zwiększeniem natężenia ruchu kołowego aleja straciła wiele ze swego uroku. Pod koniec lat 50. wybudowano tunele (Luizy, Stefanii, Bailly i Vleurgat), które ostatecznie zmieniły jej wygląd.
Aleja nadal pozostaje centrum ekskluzywnego handlu detalicznego i jest jedną z najdroższych ulic Brukseli.